# Dienerturm Lilienfeld

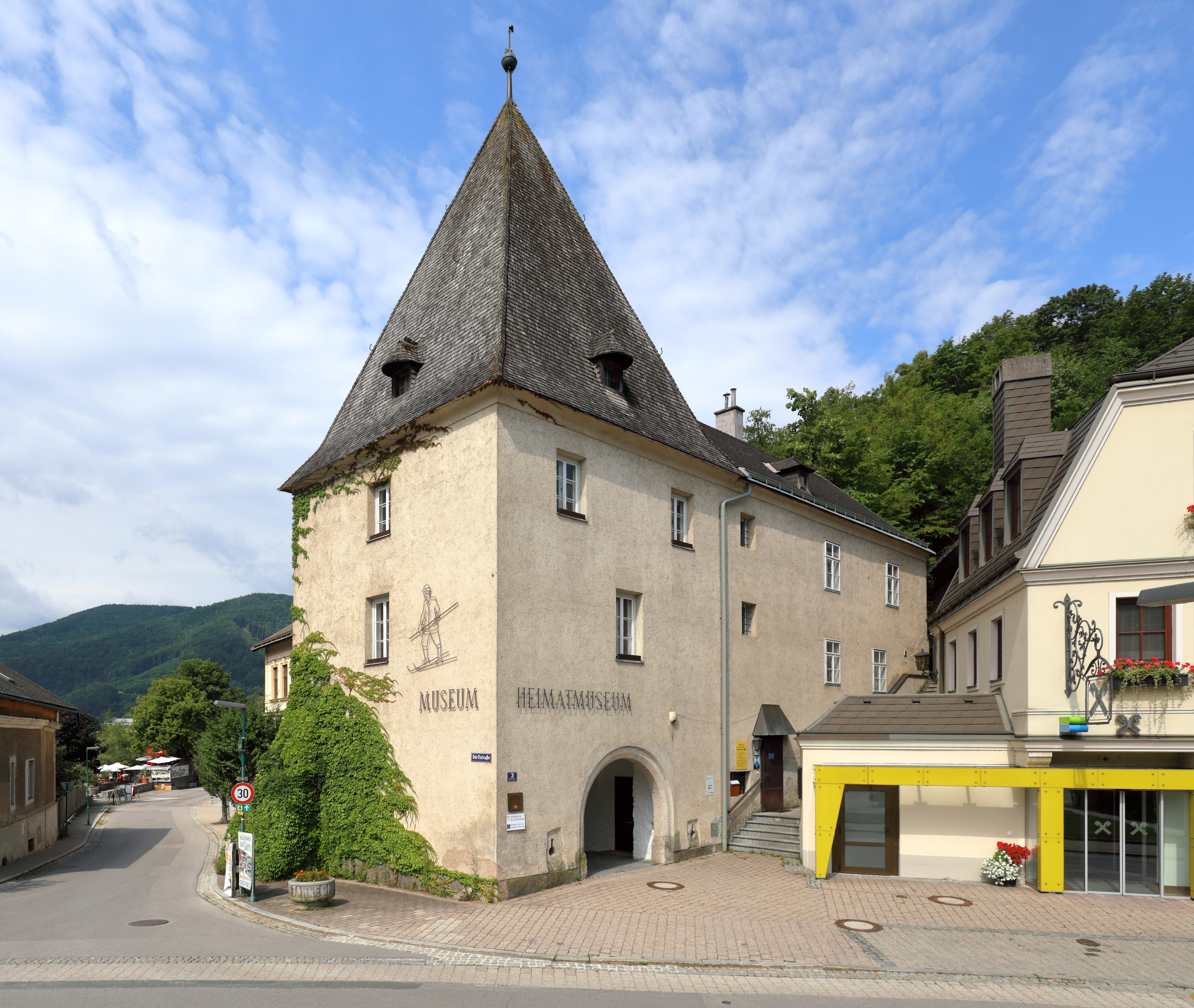
Dienerturm in Dörfl in Lilienfeld

Der Dienerturm Lilienfeld steht auf Babenbergerstraße 3 im Dörfl in der Stadtgemeinde Lilienfeld im Bezirk Lilienfeld in Niederösterreich. Der ehemalige Stadtturm steht unter Denkmalschutz (Listeneintrag).

## Geschichte
Der Torbau oder Wachturm (Dienerturm) sicherte im Vorort Dörfl die Brücke über den Fluss Traisen zur gegenüber liegenden Stadt. Bis 1789 führte die ehemalige Dörflstraße und heutige Babenbergerstraße durch den Turm.
Seit 1960 wird das Gebäude als Bezirksheimatmuseum Lilienfeld, als Mathias-Zdarsky-Skimuseum (Mathias Zdarsky), und als Stadtarchiv genutzt.

## Architektur
Der dreigeschoßige spätgotische Torturm über einem quadratischen Grundriss trägt ein verschindeltes Pyramidendach. Die Fassade zeigt seitlich einen breiten geböschten Strebepfeiler und teils vermauerte Schlüssel- und Schlitzscharten. Die spätgotischen abgefasten Torgewände im Osten und Westen wurden 1890 ersetzt bzw. ergänzt. Die Durchfahrt ist mit einer Tonne überwölbt. Der schlichte dreigeschoßige Zubau mit gleicher Traufhöhe zeigt eine unregelmäßige Fensterteilung teils mit Steckgittern der ehemaligen Arrestzellen.